# Haselstauden (Obertrubach)
Haselstauden ist ein Gemeindeteil der Gemeinde Obertrubach im Landkreis Forchheim (Oberfranken, Bayern).

## Geografie
Der Weiler liegt im südlichen Randbereich der Wiesentalb etwa fünf Kilometer westsüdwestlich von Obertrubach auf einer Höhe von 376 m ü. NHN. Der Weiler steht ein wenig oberhalb des Ortes, an dem der Großenoher Bach in die Trubach einmündet.

## Geschichte
Die erste schriftliche Erwähnung des Ortes war 1476 mit dem Namen „Heßlein-Stauden“. Bis zum Beginn des 19. Jahrhunderts gehörte Haselstauden zum Territorium des Hochstifts Bamberg. Als das Hochstift Bamberg infolge des Reichsdeputationshauptschlusses 1802/03 säkularisiert und unter Bruch der Reichsverfassung vom Kurfürstentum Pfalz-Baiern annektiert wurde, wurde damit auch Haselstauden Bestandteil der während der „napoleonischen Flurbereinigung“ in Besitz genommenen neubayerischen Gebiete.
Durch die Verwaltungsreformen zu Beginn des 19. Jahrhunderts im Königreich Bayern wurde die damalige Einöde Haselstauden mit dem Zweiten Gemeindeedikt 1818 Bestandteil der Ruralgemeinde Thuisbrunn. Im Zuge der Gebietsreform in Bayern wurde Haselstauden am 1. Mai 1978 nach Obertrubach umgemeindet.

## Verkehr
Die Anbindung an das öffentliche Straßennetz wird durch die durch den Ort führende Staatsstraße St 2260 hergestellt, die aus dem Nordwesten von Hammerbühl kommend in östlicher Richtung nach Untertrubach weiterverläuft.